# Collegio elettorale di Sant'Agata de' Goti (Camera dei deputati)
Il collegio di Sant'Agata de' Goti fu un collegio elettorale uninominale della Repubblica Italiana per l'elezione della Camera dei deputati. Apparteneva alla circoscrizione Campania 2 e fu utilizzato per eleggere un deputato nella XII, XIII e XIV legislatura.
Venne istituito nel 1993 con la cosiddetta Legge Mattarella (Legge n. 277, Nuove norme per l'elezione della Camera dei deputati), attuata in seguito al referendum abrogativo del 1993. La legge istituì per la Camera dei deputati e per il Senato della Repubblica un sistema di elezione misto, in parte maggioritario e in parte proporzionale. Il 75% dei parlamentari dell'assemblea veniva eletto in collegi uninominali tramite sistema maggioritario a turno unico; il restante 25% alla Camera veniva eletto tramite sistema proporzionale con liste bloccate.
Il collegio venne abolito insieme a tutti gli altri che costituivano la Camera con la promulgazione della legge elettorale successiva, la cosiddetta Legge Calderoli. Questa prevedeva un sistema proporzionale con premio di maggioranza, che alla Camera veniva attribuito a livello nazionale.

## Territorio
Il collegio di Sant'Agata de' Goti era uno dei 47 collegi uninominali in cui era suddivisa la Campania e, come previsto dal D.Lgs. del 20 dicembre 1993 n. 536, era interamente compreso nella provincia di Benevento e comprendeva i seguenti comuni: Airola, Amorosi, Arpaia, Bonea, Bucciano, Campoli del Monte Taburno, Castelvenere, Cautano, Cerreto Sannita, Cusano Mutri, Dugenta, Durazzano, Faicchio, Forchia, Frasso Telesino, Guardia Sanframondi, Limatola, Melizzano, Moiano, Montesarchio, Paolisi, Paupisi, Pietraroja, Puglianello, San Lorenzello, San Lorenzo Maggiore, San Lupo, San Salvatore Telesino, Sant'Agata de' Goti, Solopaca, Telese Terme, Tocco Caudio e Vitulano.

## Eletti
| Elezione | Elezione | Deputato          | Partito                      |
| -------- | -------- | ----------------- | ---------------------------- |
|          | 1994     | Clemente Mastella | Centro Cristiano Democratico |
|          | 1996     | Michele Abbate    | L'Ulivo                      |
|          | 2001     | Antonio Barbieri  | Casa delle Libertà (FI)      |

## Dati elettorali

### XII legislatura

#### Risultati proporzionale
| Coalizioni        | Coalizioni                  | Liste                       | Liste                              | Voti   | %     |
| ----------------- | --------------------------- | --------------------------- | ---------------------------------- | ------ | ----- |
|                   | Progressisti                |                             | Partito Democratico della Sinistra | 10.892 | 16,61 |
|                   | Progressisti                | Rifondazione Comunista      | 3.116                              | 4,75   |       |
|                   | Progressisti                | Partito Socialista Italiano | 2.767                              | 4,22   |       |
|                   | Progressisti                | Federazione dei Verdi       | 1.374                              | 2,09   |       |
|                   | Progressisti                | Alleanza Democratica        | 923                                | 1,41   |       |
| Totale coalizione | Totale coalizione           | 19.072                      | 29,08                              |        |       |
|                   | Forza Italia                | Forza Italia                | Forza Italia                       | 16.217 | 24,73 |
|                   | Patto per l'Italia          |                             | Partito Popolare Italiano          | 9.804  | 14,95 |
|                   | Patto per l'Italia          | Patto Segni                 | 2.740                              | 4,18   |       |
| Totale coalizione | Totale coalizione           | 12.544                      | 19,13                              |        |       |
|                   | Alleanza Nazionale          | Alleanza Nazionale          | Alleanza Nazionale                 | 11.747 | 17,91 |
|                   | Unione Democratica Italiana | Unione Democratica Italiana | Unione Democratica Italiana        | 1.817  | 2,77  |
|                   | Lista Pannella              | Lista Pannella              | Lista Pannella                     | 1.481  | 2,26  |
|                   | Socialdemocrazia            | Socialdemocrazia            | Socialdemocrazia                   | 1.174  | 1,79  |
|                   | Unità Popolare              | Unità Popolare              | Unità Popolare                     | 758    | 1,16  |
|                   | Alleanza Meridionale        | Alleanza Meridionale        | Alleanza Meridionale               | 570    | 0,87  |
|                   | Riformisti Irpini           | Riformisti Irpini           | Riformisti Irpini                  | 205    | 0,31  |
| Totale            | Totale                      | Totale                      | Totale                             | 65.585 |       |

#### Risultati uninominale
|                               | Clemente Mastella ✔️ Eletto | FI - CCD - UDC - PLD               | 17 011 | 25,16 |  |  |  |  |  |
|                               | Antonio Simiele             | Progressisti                       | 15 921 | 23,55 |  |  |  |  |  |
|                               | Giovanni Zarro              | Patto per l'Italia                 | 12 166 | 17,99 |  |  |  |  |  |
|                               | Gennaro Malgieri            | Alleanza Nazionale                 | 11 330 | 16,76 |  |  |  |  |  |
|                               | Enrico Striani              | Unione Democratica Italiana        | 9 743  | 14,41 |  |  |  |  |  |
|                               | Lupo Macolino               | Lista Marco Pannella - Riformatori | 1 447  | 2,14  |  |  |  |  |  |
| Totale                        | Totale                      | Totale                             | 67 618 | 100   |  |  |  |  |  |
|                               |                             |                                    |        |       |  |  |  |  |  |
| Fonte: Ministero dell'interno |                             |                                    |        |       |  |  |  |  |  |

### XIII legislatura

#### Risultati proporzionale
| Coalizioni        | Coalizioni                         | Liste                                     | Liste                              | Voti   | %     |
| ----------------- | ---------------------------------- | ----------------------------------------- | ---------------------------------- | ------ | ----- |
|                   | Polo per le Libertà                |                                           | CCD-CDU                            | 16.254 | 24,57 |
|                   | Polo per le Libertà                | Alleanza Nazionale                        | 11.211                             | 16,95  |       |
|                   | Polo per le Libertà                | Forza Italia                              | 10.077                             | 15,23  |       |
| Totale coalizione | Totale coalizione                  | 37.542                                    | 56,75                              |        |       |
|                   | L'Ulivo                            |                                           | Partito Democratico della Sinistra | 11.011 | 16,64 |
|                   | L'Ulivo                            | Popolari per Prodi (PPI-SVP-PRI-UD-Prodi) | 6.313                              | 9,54   |       |
|                   | L'Ulivo                            | Rinnovamento Italiano                     | 2.459                              | 3,72   |       |
|                   | L'Ulivo                            | Federazione dei Verdi                     | 1.307                              | 1,98   |       |
| Totale coalizione | Totale coalizione                  | 21.090                                    | 31,88                              |        |       |
|                   | Progressisti                       |                                           | Rifondazione Comunista             | 3.681  | 5,56  |
|                   | Partito Socialista                 | Partito Socialista                        | Partito Socialista                 | 1.604  | 2,42  |
|                   | Movimento Sociale Fiamma Tricolore | Movimento Sociale Fiamma Tricolore        | Movimento Sociale Fiamma Tricolore | 1.244  | 1,88  |
|                   | Lista Pannella - Sgarbi            | Lista Pannella - Sgarbi                   | Lista Pannella - Sgarbi            | 625    | 0,94  |
|                   | Movimento Rinascita Italiana       | Movimento Rinascita Italiana              | Movimento Rinascita Italiana       | 190    | 0,29  |
|                   | Patto per l'Agro                   | Patto per l'Agro                          | Patto per l'Agro                   | 183    | 0,28  |
| Totale            | Totale                             | Totale                                    | Totale                             | 66.159 |       |

#### Risultati uninominale
|                               | Michele Abbate ✔️ Eletto | L'Ulivo             | 32 074 | 48,05 |  |  |  |  |  |
|                               | Clemente Mastella        | Polo per le Libertà | 31 190 | 46,73 |  |  |  |  |  |
|                               | Emilio Parlapiano        | Fiamma Tricolore    | 3 486  | 5,22  |  |  |  |  |  |
| Totale                        | Totale                   | Totale              | 66 750 | 100   |  |  |  |  |  |
|                               |                          |                     |        |       |  |  |  |  |  |
| Fonte: Ministero dell'interno |                          |                     |        |       |  |  |  |  |  |

### XIV legislatura

#### Risultati proporzionale
| Coalizioni        | Coalizioni              | Liste                   | Liste                                 | Voti   | %     |
| ----------------- | ----------------------- | ----------------------- | ------------------------------------- | ------ | ----- |
|                   | Casa delle Libertà      |                         | Forza Italia                          | 20.446 | 30,91 |
|                   | Casa delle Libertà      | Alleanza Nazionale      | 8.850                                 | 13,38  |       |
|                   | Casa delle Libertà      | CCD-CDU                 | 2.382                                 | 3,60   |       |
|                   | Casa delle Libertà      | Nuovo PSI               | 897                                   | 1,36   |       |
| Totale coalizione | Totale coalizione       | 32.575                  | 49,25                                 |        |       |
|                   | L'Ulivo                 |                         | La Margherita (Dem - PPI - RI- UDEUR) | 17.134 | 25,90 |
|                   | L'Ulivo                 | Democratici di Sinistra | 6.355                                 | 9,61   |       |
|                   | L'Ulivo                 | Il Girasole (FdV - SDI) | 1.008                                 | 1,52   |       |
|                   | L'Ulivo                 | Comunisti Italiani      | 830                                   | 1,25   |       |
| Totale coalizione | Totale coalizione       | 25.327                  | 38,28                                 |        |       |
|                   | Lista Di Pietro         | Lista Di Pietro         | Lista Di Pietro                       | 2.456  | 3,71  |
|                   | Rifondazione Comunista  | Rifondazione Comunista  | Rifondazione Comunista                | 2.103  | 3,18  |
|                   | Democrazia Europea      | Democrazia Europea      | Democrazia Europea                    | 1.467  | 2,22  |
|                   | Fiamma Tricolore        | Fiamma Tricolore        | Fiamma Tricolore                      | 746    | 1,13  |
|                   | Lista Pannella - Bonino | Lista Pannella - Bonino | Lista Pannella - Bonino               | 685    | 1,04  |
|                   | Liberi e Forti          | Liberi e Forti          | Liberi e Forti                        | 327    | 0,49  |
|                   | Movimento delle Libertà | Movimento delle Libertà | Movimento delle Libertà               | 225    | 0,34  |
|                   | Socialisti Autonomisti  | Socialisti Autonomisti  | Socialisti Autonomisti                | 116    | 0,18  |
|                   | Paese Nuovo             | Paese Nuovo             | Paese Nuovo                           | 70     | 0,11  |
|                   | Abolizione scorporo     | Abolizione scorporo     | Abolizione scorporo                   | 58     | 0,09  |
| Totale            | Totale                  | Totale                  | Totale                                | 66.155 |       |

#### Risultati uninominale
|                               | Antonio Barbieri ✔️ Eletto  | Casa delle Libertà | 31 468 | 46,95 |  |  |  |  |  |
|                               | Clemente Mastella           | L'Ulivo            | 27 797 | 41,47 |  |  |  |  |  |
|                               | Emilio Parlapiano           | Lista Di Pietro    | 3 720  | 5,55  |  |  |  |  |  |
|                               | Salvatore Valentino Canelli | Democrazia Europea | 2 590  | 3,86  |  |  |  |  |  |
|                               | Maria Rosaria Perrotta      | Fiamma Tricolore   | 1 448  | 2,16  |  |  |  |  |  |
| Totale                        | Totale                      | Totale             | 67 023 | 100   |  |  |  |  |  |
|                               |                             |                    |        |       |  |  |  |  |  |
| Fonte: Ministero dell'interno |                             |                    |        |       |  |  |  |  |  |